# Umm Badr (jezioro)
Umm Badr – jezioro w Sudanie, w Kordofanie Północnym leżące w pobliżu miejscowości o tej samej nazwie. Ostoja ptaków.
Jezioro sezonowe, liczy blisko 20 km² powierzchni, leży 600 m n.p.m. Podczas pory deszczowej osiąga 6 km długości i 2 km szerokości. W trakcie pory suchej wysycha i dzieli się na dwa mniejsze akweny. Łączy się z Wadi al-Malik. Umiejscowione jest między miejscowościami Al-Ubajjid i Al-Faszir. W bliskiej okolicy występują skaliste zbocza oraz wydmy złożone z czerwonego piasku. Roślinność rzadka, w niecce jeziora obejmuje akację arabską (Acacia arabica), Acacia tortilis, Faidherbia albida, Vachellia seyal, kolibło egipskie (Balanites aegyptiaca); w dalszej jego okolicy dominują Acacia mellifera, Leptadenia pyrotechnica i trawy z rodzaju Arstida.
W 2001 BirdLife International uznało jezioro i jego skalistą okolicę za ostoję ptaków IBA na podstawie danych z 1999. Wśród gatunków, które zaważyły na tej decyzji wymienia się dwa bliskie zagrożenia, dropia nubijskiego (Ardeotis nuba) i arabskiego (Ardeotis arabs). Pozostałe gatunki – najmniejszej troski – to stepówka rudogardła (Pterocles senegallus), stepówka prążkowana (P. lichtensteinii), cukrówka (Streptopelia roseogrisea), remizek sudański (Anthoscopus punctifrons), sahelka (Spiloptila clamans), dżunglotymal saharyjski (Turdoides fulva), błyszczak kasztanowobrzuchy (Lamprotornis pulcher), drozdówka czarna (Cercotrichas podobe), białorzytka czarnosterna (Oenanthe melanura) oraz wróbel cytrynowy (Passer luteus).